# Cash and carry

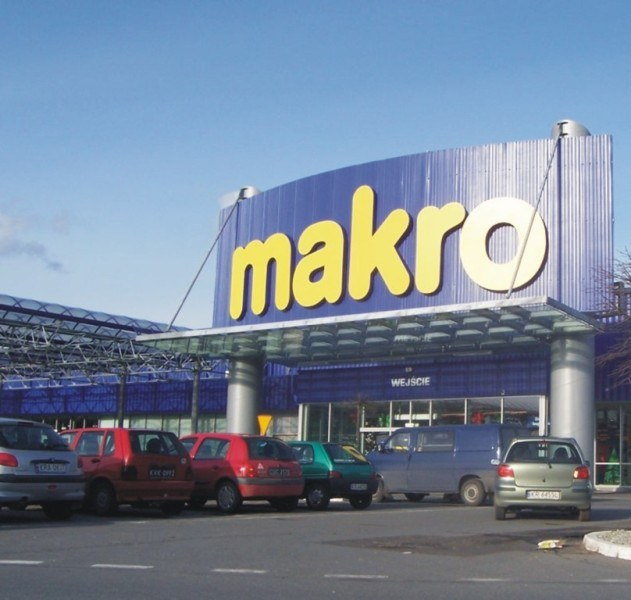
Exterior de un establecimiento de «Cash and carry» en Cracovia (Polonia)

El Cash and carry («Compra(lo) y llévate(lo)», del inglés cash,  efectivo/al contado, y carry: llevar) se considera una fórmula comercial similar a un economato, evolucionada de la venta mayorista tradicional, con la particularidad de dirigirse única y exclusivamente a profesionales (detallistas independientes y hosteleros) y operar en régimen de libre servicio. El minorista se desplaza al local del mayorista, elige los artículos que necesita, los paga y los transporta, frente al procedimiento convencional de realizar el pedido al mayorista, para que este lo transporte y lo sirva en el establecimiento del detallista.

## Características
El concepto de venta al por mayor fue introducido en Alemania hace más de 50 años por el Profesor Otto Beisheim: en 1964 abrió el primer «Cash and Carry» en la ciudad de Mülheim (Ruhr). 
El concepto de «Cash and Carry, autoservicio mayorista», es una fórmula comercial adaptada a las necesidades de los ciertos minoristas, restaurantes, cafeterías, hoteles y otros proveedores de servicios, como algunas instituciones (Sector HoReCa, Hoteles-Restaurantes-Caterings). Está diseñado básicamente para profesionales del sector HoReCa, pero también acepta clientes que sean grandes consumidores, como instituciones o centros educativos.
En resumen:
- El mayorista nunca vende a un consumidor final. Para acceder a un establecimiento «Cash and carry» se debe tener una tarjeta o identificación que acredita la condición de minorista.
- Tiene una política comercial fundamentada en el precio y en las continuas ofertas.
- Conoce bien a sus clientes, su consumo y necesidades.

## Presente y futuro
El formato de Compra y llévate en régimen de libre servicio se encuentra en pleno proceso de transformación con el objetivo último de llegar a convertirse en el punto de venta de referencia para el abastecimiento integral de los establecimientos de hostelería. Fundamentado en la venta de bebidas (60%), alimentación seca (33%) y productos de no-alimentación (7%), actualmente, se está abriendo el abanico de productos ofertados para convertirse en proveedores globales de estos detallistas.
El objetivo de muchos operadores se sitúa ahora en ofertar en torno a las 8.000 referencias incluyendo productos frescos, bazar, electrodomésticos y artículos de droguería-perfumería. Makro es el claro ejemplo del cash and carry tradicional

## Situación en España

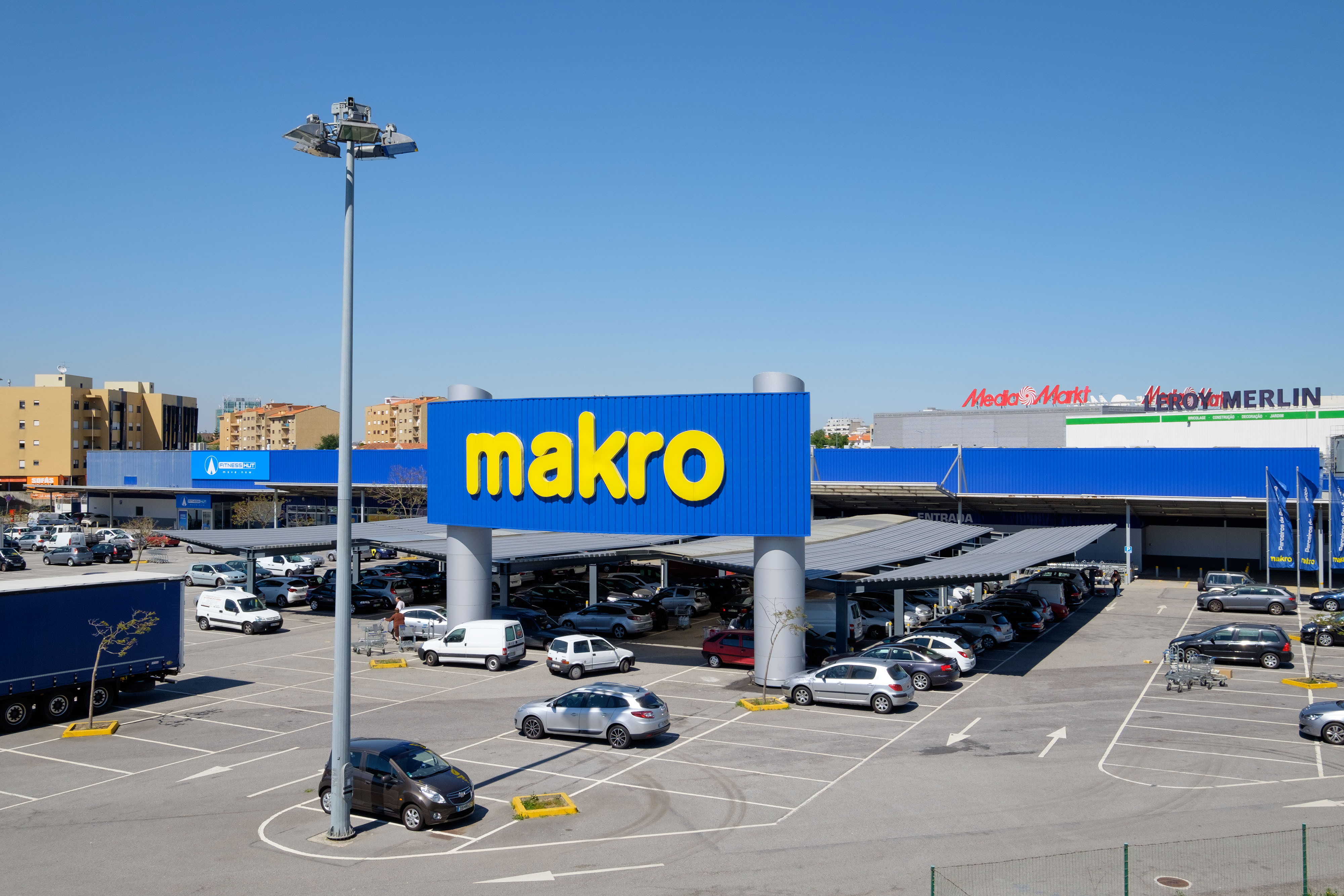
La sección habla sobre Makro. La principal cadena de mercados en España.

Esta fórmula recibió un importante espaldarazo en España en 1996 con la aprobación de la Ley de Comercio que prohibía la venta a pérdidas, -o a un precio menor en el país que lo importa que el usado en la venta al público del país que lo exporta (o dumping)- en el comercio minorista. Hasta ese momento, muchos profesionales del sector hostelería se habían surtido en los hipermercados aprovechando la puesta a la venta de productos por debajo de su coste. Desde ese momento, muchos  migraron a otro tipo de proveedores como el Cash and carry o la compra a domicilio.
En España existen más «Cash and carry» que en el resto de Europa. La principal cadena de este sector de distribución es Makro, que introdujo el concepto en España en septiembre de 1972 al abrir el primer almacén de estas características en Barajas (alrededores de Madrid). El 1 de enero de 1998 el Grupo Metro adquirió todos los establecimientos de SHV Makro N.V. en Europa y Makro España pasó a formar parte del grupo alemán Metro AG, integrándose en la división de Cash and Carry de dicho Grupo. Hoy en día Metro Cash & Carry tiene funcionando 606 almacenes de venta al por mayor en 29 países y es el número uno de los autoservicios mayoristas en el mundo. Las oficinas centrales y la junta directiva están ubicadas en Düsseldorf (Alemania).
En España también opera el grupo Comercial Andalucía, Serodys, Cash Diplo, Cash Alhambra, Miquel Alimentació, Cash Basauri y Supercash.